# Nikolaus Kopp
Nikolaus Kopp (* 6. September 1903 in Bildstock; † 10. August 1979 in Marpingen) war ein saarländischer Politiker (CDU).
Nach dem Besuch der Volksschule war Kopp ab 1917 im Bergbau tätig. Er arbeitete 31 Jahre unter Tage und acht Jahre im übertägigen Grubendienst.
Kopp, der sich in der christlichen Gewerkschaftsbewegung engagierte, betätigte sich ab 1952 in der damals noch illegalen saarländischen CDU. Nach deren Zulassung im Jahr 1955 wurde er zum ersten Vorsitzenden der Ortsverbands Marpingen gewählt. Er gehörte zu den Gegnern einer Vereinigung der CDU mit der Christlichen Volkspartei des Saarlandes.
Im Juni 1957 konnte Kopp für den verstorbenen Hans Simon in den Landtag des Saarlandes nachrücken. Er war dort stellvertretender Vorsitzender des Wahlprüfungsausschusses und Mitglied in den Ausschüssen für Verfassungsfragen sowie für Geschäftsordnung und Immunität. Am 21. Oktober 1960 trat er aus der CDU-Fraktion aus und war bis zum Ende der Legislaturperiode im Januar 1961 fraktionsloser Abgeordneter.